# Taps

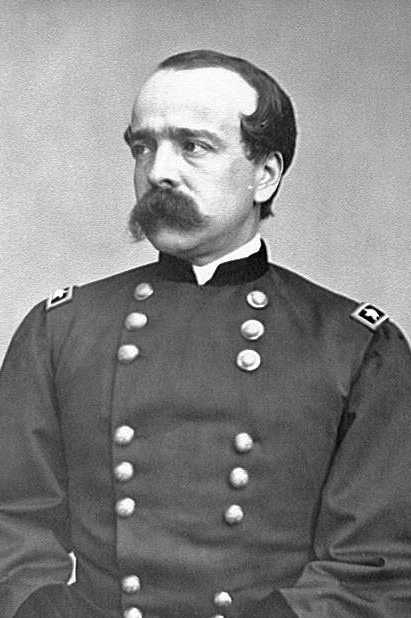
Generale di brigata Daniel Butterfield

Taps, in italiano impropriamente identificato con il silenzio fuori ordinanza, è uno squillo di tromba suonato al crepuscolo, durante le cerimonie di bandiera e ai funerali militari da parte delle forze armate. La versione militare ufficiale è suonata da un singolo corno o tromba, anche se altre versioni del brano possono essere riprodotti in altri contesti. È anche spesso eseguito negli incontri di Boy Scout, Girl Scout e Girl Guide.
La melodia è una variazione di uno squillo di tromba in precedenza noto come il Scott Tattoo, che è stato utilizzato negli Stati Uniti dal 1835 fino al 1860 ed è stato organizzato nella sua forma attuale da parte del generale di brigata Daniel Butterfield dell'esercito dell'Unione. È stato riconosciuto ufficialmente da parte dell'esercito degli Stati Uniti nel 1874.

## Origine
Nel luglio 1862, il generale Daniel Butterfield e la sua brigata erano accampati a Harrison's Landing, Virginia, dopo le battaglie dei Sette Giorni nei pressi di Richmond. Contrariato dal segnale militare di tromba tradizionale impiegato dall'esercito per ordinare alle truppe di andare a dormire, ritenendo che il segnale dovesse essere più melodioso, Butterfield rielaborò un segnale utilizzato per indicare la fine della giornata. Dopo aver ordinato al suo trombettiere, il soldato Oliver Wilcox Norton, di suonarlo per i suoi uomini, i trombettieri di altre unità mostrarono interesse, diffondendo in breve tempo la melodia in tutto l'Esercito e persino tra le truppe della Confederazione.
Poco dopo la sua creazione, Taps fu eseguito per la prima volta in un funerale militare. L'ufficiale superiore del soldato morto, il capitano unionista John Tidball, decise che il segnale di tromba sarebbe stato più sicuro dei soliti tre spari di commiato, che potevano essere scambiati per un attacco dal nemico.

## Leggende
Esistono diverse leggende sull'origine di Taps. Una di queste racconta di un ufficiale di fanteria dell'Esercito dell'Unione, a cui viene spesso attribuito il nome di Capitano Robert Ellicombe, il quale ordinò per primo di suonare questo brano al funerale di suo figlio, un soldato confederato ucciso durante la Campagna peninsulare. Il figlio si sarebbe arruolato nell'esercito confederato all'insaputa del padre, mentre studiava musica nel sud del paese.
Durante una notte Ellicombe sente gemere un soldato ferito e incurante se fosse confederato o unionista lo recupera dal campo di battaglia e lo trasporta al suo campo medico dove, con suo sommo stupore, scopre che è suo figlio, ormai deceduto, con indosso la divisa del sud. Riesce a convincere i suoi superiori a dare sepoltura al figlio, seppure un nemico, e chiede inoltre una banda militare per suonare alle esequie uno spartito ritrovato nella sua tasca, ma gli viene negata. Gli concedono solo un trombettista a cui Ellicombe fa suonare il brano del figlio.

## Altre versioni
Una delle più famose soprattutto in Italia è quella di Nini Rosso: Il silenzio.
Esiste anche la versione del fisarmonicista Gigi Stok del 1978, inserita nell'album Brani celebri a tempo di liscio (Fonit Cetra, SFC 186).